# Boy and Bicycle

Boy and Bicycle est un court métrage et le premier film réalisé par Ridley Scott. Filmé en noir et blanc sur un film de format 16 mm, Scott l'a réalisé alors qu'il était étudiant en photographie au Royal College of Art de Londres en 1965. Son frère Tony Scott y joue.
D'une durée de 27 minutes, ce film figure sur le DVD du premier long métrage de Scott, Les Duellistes.